# 伊藤慶徳
伊藤 慶徳（いとう けいとく、1983年2月24日 - ）は、日本の俳優。茨城県日立市出身。アニモプロデュース所属。

## 経歴
物心ついた時から父親に映画館によく連れて行かれた体験から、俳優への憧れを抱く。小中学時代はバスケットボールに没頭する。高校は5か月で中退し、一度は建築関係の仕事に就いたが、のちに2年半の間、地元の暴走族に入っていた。
暴走族をやめたあとは俳優への憧れを思い出し、地元の会社の契約社員を経て、21歳の時に東京の俳優養成所に入所。22歳のときに初舞台を経験した。活動最初期は伊藤 鉄（いとう てつ）名義を使用した。2008年に『リアル鬼ごっこ』で商業映画デビュー。インディーズ映画、商業映画、舞台、ドラマなど活動の場を広げ、映像作品を中心に活動を行う。
2020年4月から2021年までは、演技レッスン「町の演劇先生」の講師を務めていた。

## 出演

### 映画
- 秘メ煙〜HIMEGEMURI〜（2007年、監督：多積正之）
- リアル鬼ごっこ（2008年2月2日、ファントム・フィルム、監督：柴田一成）
- ヘルドライバー（2011年7月23日、日活、監督：西村喜廣）
- 電人ザボーガー（2011年10月15日、日活、監督：井口昇）
- 踊る大捜査線 THE FINAL 新たなる希望（2012年9月7日、東宝、監督：本広克行）
- ビンゴ（2012年9月22日、ジョリー・ロジャー、監督：福田陽平）
- アウトレイジ ビヨンド（2012年10月6日、ワーナー・ブラザース映画、監督：北野武） - 山王会若衆 役
- 100回泣くこと（2013年6月22日、ショウゲート、監督：廣木隆一）
- ウルヴァリン:SAMURAI（2013年9月13日、20世紀フォックス、監督：ジェームズ・マンゴールド）
- 山崎ファミリア（2013年、監督：堀内博志） - 主演・山崎鉄也 役
- テルマエ・ロマエII（2014年4月26日、東宝、監督：武内英樹）
- 最後の命（2014年11月8日、ティ・ジョイ、監督：松本准平）
- 華魂 幻影（2016年4月30日、渋谷プロダクション、監督：佐藤寿保）
- 海賊とよばれた男（2016年12月10日、東宝、監督：山崎貴）
- 幼な子われらに生まれ（2017年8月26日、ファントム・フィルム、監督：三島有紀子）　※声の出演
- 傀儡（2018年6月16日、T-artist、監督：松本千晶）[5] - 町山康平 役
- 飢えたライオン（2018年9月15日、キャットパワー、監督：緒方貴臣）
- アウト&アウト（2018年11月16日、ショウゲート、監督：きうちかずひろ） - 青木 役
- 万歳!ここは愛の道（2019年6月28日、監督：達上空也）[6] - 伊藤 役
- すばらしき世界（2019年7月15日、監督：石井達也） - 飯島聡 役
- メランコリック（2019年8月3日、アップリンク/神宮前プロデュース/One Goose、監督：田中征爾） - 澤田 役
- お嬢ちゃん（2019年9月28日、ENBUゼミナール、監督：二ノ宮隆太郎）[7] - 慶 役
- 霊犬戦士ハヤタロー 伊那谷幽玄の戦い（2020年2月14日長野県先行公開、監督：岡本英郎） - 嵐山晃大 役[8]
- 渋谷シャドウ（2020年11月28日、セブンフィルム、監督：谷健二） - バーテン 役
- BLUE/ブルー（2021年4月9日、ファントム・フィルム、監督：𠮷田恵輔）
- うみべの女の子（2021年8月20日、スタイルジャム、監督：ウエダアツシ）
- 親鳥よ、静かに泣け（2021年9月3日、監督：三浦克己）
- JOINT（2021年11月20日、イーチタイム、監督：小島央大）[9] - 小林昇 役
- ただ悪より救いたまえ（2021年12月24日、ツイン、監督：ホン・ウォンチャン）
- 歌舞伎町ヴァージンジャンプ（2021年、監督：小川北人） - 李民俊 役
- この街と私（2022年3月4日、アルミード、監督：永井和男） - 寺本慎二 役
- ツーアウトフルベース（2022年3月25日、東映ビデオ、監督：藤澤浩和）
- 茶飲友達（2023年2月4日、イーチタイム、監督：外山文治）[10] - 桜庭和雄 役
- 東京リベンジャーズ2 血のハロウィン編 -運命- / -決戦-（2023年4月21日/6月30日、ワーナー・ブラザース映画、監督：英勉）
- 命の満ち欠け（2023年7月1日、ユーステール/K-zone.、監督：小関翔太・岸建太朗）[11] - 松永滋和 役
- 99%、いつも曇り（2023年12月15日、35 Films Parks、監督：瑚海みどり）[12]
- シモキタブレイザー（2024年2月16日、アルバトロス・フィルム、監督：安藤光造）[13] - JINBEI 役
- なのに、やめられない　スズカのスナック（2024年12月8日、監督：山内大輔） - 後藤 役[14]

#### 短編映画
- はじまりの日（2013年、監督：横内究）
- ぼくらのじしん「きをつけてね」（2013年2月2日、監督：岡太地）
- アラベスクの記憶（2013年、監督：富田洋史） - 主演・白河勇祐 役
- 鼻歌（2015年、監督：佃尚能）
- 世襲ヒーロータナトスマン（2018年、監督：山本尚志） - 主演・2代目タナトスマン 役
- Short Trial Project 2018（2019年3月16日、and pictures/SAIGATE Inc.）[15]
  - アンナとアンリの影送り（監督：Yuki Saito）
  - ヘタクソで上手な絵（監督：上田慎一郎） - サダユキ 役
  - 正装戦士スーツレンジャー（監督：上田慎一郎） - ブルーの先輩 役
- 私のヒーロー（2019年、監督：佐藤陽子） - 立浪 役
- 日本製造/メイドインジャパン（2019年2月23日、監督：松本優作）[16] - 南田孝史 役
- 慕情（2020年、監督：山本尚志） - 主演・常吉 役　※脚本も担当
- この街と私（2020年、監督：永井和男） - 寺本慎二 役
- 水仙（2020年、監督：大杉拓真） - 菅原 役
- DIVOC-12「ユメミの半生」（2021年10月1日、ソニー・ピクチャーズ、監督：上田慎一郎）
- ホラーショートムービー「無顔」（2021年、監督：品川ヒロシ） - 孝二 役
- 波待ち（2022年、監督：壇上かおり） - 日高陽士 役
- 触れッドペリー（2023年3月10日、監督：イリエナナコ）

### テレビドラマ
- 妖怪人間ベム（2011年10月22日 - 12月24日、日本テレビ）
- 監察医・篠宮葉月 新・死体は語る（2011年12月7日、テレビ東京）
- 外科医 鳩村周五郎9（2012年3月16日、フジテレビ）
- クローバー 第2話（2012年4月20日、テレビ東京）
- NHKスペシャル メルトダウン 連鎖の真相（2012年7月21日、NHK総合）
- 踊る大捜査線 THE LAST TV サラリーマン刑事と最後の難事件（2012年9月1日、フジテレビ）
- 孤独のグルメ2 第7話（2012年11月21日、テレビ東京）
- 熱血硬派くにおくん 第3・5話（2013年9月27日・10月11日、NOTTV） - きのした 役
- 福家警部補の挨拶 第1話（2014年1月14日、フジテレビ）
- 保育探偵25時〜花咲慎一郎は眠れない!!〜 最終話（2015年3月13日、テレビ東京）
- ワカコ酒 第12話（2015年3月26日、BSテレビ東京）
- ようこそ、わが家へ（2015年4月13日 - 6月15日、フジテレビ）
- 大河ドラマ 花燃ゆ 第27話（2015年7月5日、NHK総合） - 会津藩 隊長 役
- 悪党たちは千里を走る 第1話（2016年1月20日、TBSテレビ）
- フラジャイル 第3話（2016年1月27日、フジテレビ）
- ヤッさん〜築地発!おいしい事件簿〜 第5話（2016年8月19日、テレビ東京）
- 世にも奇妙な物語'16秋の特別編「捨て魔の女」（2016年10月8日、フジテレビ） - 農園ロケディレクター 役
- 嘘の戦争 最終話（2017年3月14日、フジテレビ）
- コードネームミラージュ 第11・12話（2017年6月17日・24日、テレビ東京） - 梶原 役
- 課長バカ一代 第7話（2020年2月23日、BS12 トゥエルビ） - 島田 役
- 警視庁・捜査一課長 season4 第5話（2020年5月7日、テレビ朝日） - 苗子の男 役
- 漆をめぐる物語（2022年3月20日、テレビ岩手・日本テレビ系）- 斎藤 役
- 異世界居酒屋「のぶ」Season 2 〜魔女と大司教編〜 第4・6話（2022年6月17日・7月1日、WOWOWプライム/WOWOW 4K） - 柄の悪い男 役
- 絶メシロード season2 第4話（2022年9月17日、テレビ東京） - 刑務所帰りの男 役
- ウルトラマンブレーザー 第5話・第12話（2023年8月5日・9月30日、テレビ東京） - ヒラノ 役

### ウェブドラマ
- ウルトラマンオーブ THE ORIGIN SAGA 第8話（2017年2月13日、Amazonプライム・ビデオ） - 警備担当 役
- 逃亡料理人ワタナベ 第1・3・5・7・9話（2019年3月23日・4月6日・20日・5月4日・18日、ひかりTV）
- 全裸監督2 最終話（2021年6月24日、Netflix）

### 舞台
- 「LOVE? LOVE!&PARK」（2005年）
- 「マジックシアター」（2005年）
- 「大人になる前に」（2007年）
- アトリエSYMBION公演VOL.3「天空の桜」（2008年12月19日 - 21日、シアターシャイン）
- 日穏 -bion- Vol. 2「日々〜普通の人々〜」（2009年2月11日 - 15日、シアター風姿花伝） - 「永井家の八月」憲兵 役[17]
- シリーズ サラウンド・ミニキーナ 第一弾「1989〜風家の三姉妹〜」（2011年5月18日 - 22日、ウエストエンドスタジオ）
- 単独落語公演 演目「親子酒」（2011年）　※演出も担当
- TEAM NACS 15th project 5D FIVE DIMENSIONS「大泉ワンマンショー」（2011年9月29日 - 10月2日、サンシャイン劇場）
- 劇団男魂 第13回本公演「日雇いGOD」（2013年2月8日 - 17日、テアトルBONBON）
- 「悪党どもが多すぎる」（2013年9月24日 - 29日、笹塚ファクトリー）
- ビニヰルテアタア短編戯曲集「鞄テアタア」（2015年6月19日 - 21日、RAFT）
- Oi-SCALE「25984+『囚人』」（2017年9月27日 - 10月2日、駅前劇場）[18]
- S・T・B企画「エモ・ロス Emotion・Lose」（2020年11月18日 - 22日、オメガ東京） - 並木洋亮 役[19]
- 坂田足立連続デッドボール「6回の表を終わって7-0と苦しい展開が続いております（仮）」（2025年1月22日 - 26日、下北沢駅前劇場）[20]

### PV
- 桜塚やっくん「ゲキマジムカツク」（2006年）
- LGYankees feat.LGMonkees「僕でいいよね」（2012年）
- AK-69「ONE」（2012年）
- 三代目 J SOUL BROTHERS from EXILE TRIBE「MUGEN ROAD」（2015年）
- Tempalay「そなちね」（2019年）
- ドレスコーズ「やりすぎた天使」（2022年）

### CM
- アーバンエステート（2008年）
- 麒麟麦酒
  - キリンフリー（2010年）
  - キリン のどごし〈生〉（2011年）
- Panasonic（2012年）
- パナホーム（2014年）
- ドラゴンリーグ（2014年）
- トヨタ自動車 TOYOTOWN（2014年）
- バイク王（2015年 - 2016年）